# Баньё-ла-Фос
Баньё-ла-Фос (фр. Bagneux-la-Fosse) — коммуна во Франции, находится в регионе Шампань — Арденны. Департамент — Об. Входит в состав кантона Рисе. Округ коммуны — Труа.
Код INSEE коммуны — 10025.
Коммуна расположена приблизительно в 175 км к юго-востоку от Парижа, в 110 км южнее Шалон-ан-Шампани, в 38 км к юго-востоку от Труа.

## Население
Население коммуны на 2008 год составляло 179 человек.
| 1962 | 1968 | 1975 | 1982 | 1990 | 1999 | 2008 |
| ---- | ---- | ---- | ---- | ---- | ---- | ---- |
| 208  | 241  | 283  | 239  | 217  | 199  | 179  |

## Администрация
| Период | Период | Фамилия         | Партия | Примечания |
| ------ | ------ | --------------- | ------ | ---------- |
| 2001   | 2008   | Мари-Поль Дюпен |        |            |
| 2008   |        | Франсис Кар     |        |            |

## Экономика

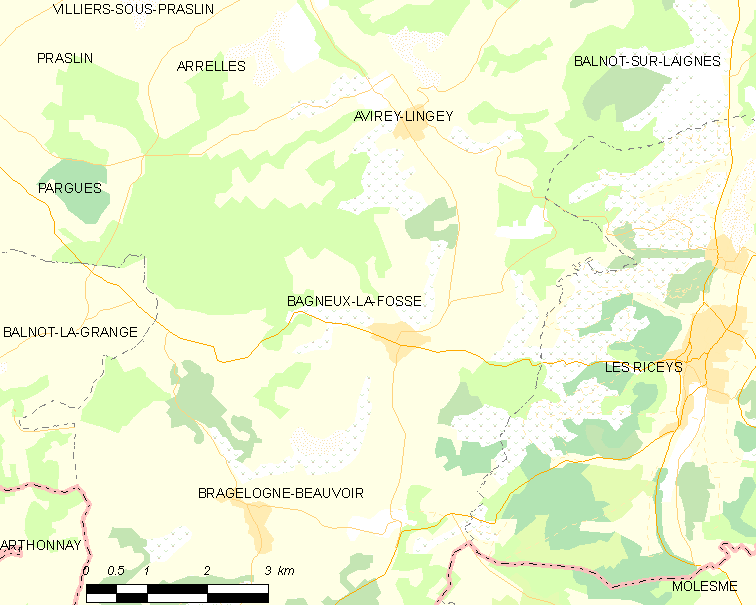
Карта коммуны

В 2007 году среди 111 человек в трудоспособном возрасте (15—64 лет) 88 были экономически активными, 23 — неактивными (показатель активности — 79,3 %, в 1999 году было 80,5 %). Из 88 активных работали 83 человека (45 мужчин и 38 женщин), безработных было 5 (2 мужчины и 3 женщины). Среди 23 неактивных 5 человек были учениками или студентами, 7 — пенсионерами, 11 были неактивными по другим причинам.

## Достопримечательности
- Церковь XV века. Памятник истории с 1926 года[3]